# Удајпур
Удајпур је град у Индији у држави Раџастан. Према незваничним резултатима пописа 2011. у граду је живело 451.735 становника.

## Становништво
Према незваничним резултатима пописа, у граду је 2011. живело 451.735 становника.
| 1991.   | 2001.   | 2011.   |
| ------- | ------- | ------- |
| 308.571 | 389.438 | 451.735 |